# 阿廷猜想
在數論中，阿廷猜想是任何一個既不是平方數也不是-1的整數都是無窮多個質數的原根，此猜想由埃米爾·阿廷提出。
如果這個整數不是次方數，而且他的無平方因數部分除以4的餘數也不是1，則這些質數在質數集合中的密度為0.3739558136...，該數也被稱作阿廷常數。
例如1000以內，以2為原根的質數有67個，1000以內的所有質數共有168個，其比例為67/168=0.3988095238...